# Noe Näff
Noe Näff (* 2. Oktober 2003) ist ein Schweizer Skilangläufer.

## Werdegang
Näff, der für den Lischana Scuol startet, nahm von 2019 bis 2023 an U18- und U20-Rennen im Alpencup teil und kam bei den Junioren-Skiweltmeisterschaften 2023 in Whistler auf den 46. Platz im 20-km-Massenstartrennen, auf den 28. Rang im Sprint sowie auf den 23. Platz über 10 km Freistil. Zu Beginn der Saison 2023/24 nahm er in Ulrichen erstmals am Alpencup teil, wobei er den 14. Platz im Sprint errang und erreichte im weiteren Saisonverlauf in Oberwiesenthal mit dem sechsten Platz im Sprint seine erste Top-Zehn-Platzierung in dieser Rennserie und zum Saisonende den 12. Platz in der Gesamtwertung. Zudem startete er im Januar 2024 in Goms erstmals im Skilanglauf-Weltcup und holte dort mit dem 48. Platz im Sprint seine ersten Weltcuppunkte. Bei den U23-Weltmeisterschaften 2024 in Planica belegte er den 29. Platz im Sprint und den 23. Rang über 10 km klassisch. In der Saison 2024/25 erreichte er in Engadin mit dem 24. Platz im Sprint seine erste Top-30-Platzierung im Weltcup und lief bei den U23-Weltmeisterschaften 2025 in Schilpario auf den 22. Platz über 10 km Freistil, auf den 15. Rang im Sprint sowie auf den fünften Platz mit der Mixed-Staffel. Beim Saisonhöhepunkt, den Nordischen Skiweltmeisterschaften 2025 in Trondheim, belegte er den 20. Platz im Sprint.